# Кашпур Роман Олександрович
Роман Олександрович Кашпур (позивний «Скіф») — військовослужбовець, учасник російсько-української війни, волонтер, перший український параатлет, який здолав усі шість марафонів серії World Marathon Majors. Переможець міжнародних спортивних змагань ветеранів «Ігри Героїв» із кросфіту для адаптивних атлетів серед ветеранів АТО/ООС.

## Життєпис
Кашпур Роман родом із Хмільника. Під час навчання у Хмельницькому національному університеті записався у ДУК «Правий сектор». Учився на реабілітолога і тренера з фітнесу, водночас їздив на вишколи у тренувальні табори добровольців.
У 2016 році пішов добровольцем боронити Батьківщину, потрапив на Донеччину у складі підрозділу «Санта» (один із підрозділів розвідки «Правого сектору»). Наступного року перевівся на заочне відділення в університеті й підписав контракт із 74 розвідувальним батальйоном. Воював у Красногорівці, Авдіївці, Мар'їнці.
У 2018 році (під час служби) закінчив навчання у Хмельницькому національному університеті (факультет фізичної реабілітації).
16 травня 2019 року зазнав поранення: поблизу Мар'їнки наступив на протипіхотну міну. Осколками посікло ліву ногу, на правій — відірвало стопу. Побратими врятували бійця, відразу надали першу допомогу та витягнули його з поля бою. Ампутацію ноги бійцю провели у Волновасі, а згодом вертольотом доправили до Харківського ВМКЦ, де провели реампутацію. Через три тижні після останньої операції зняли шви і через три — освоювався на первинному протезі. Вже за шість тижнів після ампутації вперше став на ноги. Пізніше була реабілітація у Латвії, де фізіотерапевти відновили нормальне функціонування лівої ноги, яку теж сильно посікло осколками. Вже в жовтні 2019 року Роман отримав постійний протез.
Через 9 місяців після втрати кінцівки Роман вирішив узяти участь у «Іграх героїв» — міжнародних спортивних змаганнях ветеранів ЗСУ та армій дружніх країн. Два роки поспіль він перемагав: у 2020-му в категорії профі — кросфіт, у 2021-му — кросфіт та підтягування.
У 2021 році Роман Кашпур встановив новий національний рекорд України у номінації: «Тяга літака АН-26 (вагою 16 тон) на максимальну відстань, людиною на протезі» — за 44 секунди протягнув літак на 6 метрів і 40 см. Свій рекорд присвятив Дню Волонтера та 30-ти річчю Збройних Сил України.
З початку повномасштабного вторгнення знову пішов на війну на купальному протезі. Починав із підрозділу «Кракен» ГУР. Пізніше проходив службу в 808-й Дністровській окремій бригаді підтримки. Через пів року повернувся додому до м. Хмільника, де почав активно займатися волонтерством та спортом. Хотів втілити в життя мрію, яка з'явилася після «Ігор Героїв»: здолати марафонську дистанцію.
У 2024 році присвоєно звання «Почесний громадянин міста Хмільника».
Роман є першим українським ветераном із ампутацією кінцівки, який узяв участь у забігах найпрестижнішої світової серії World Marathon Majors. Він пробіг усі шість найбільших марафонів світу (Токіо, Бостон, Лондон, Берлін, Чикаго, Нью-Йорк). У Берліні встановив персональний рекорд, пробігши 42 кілометри за 3 години 55 хвилин 2 секунди. Під час забігів збирав кошти на протезування та реабілітацію бійців зі складними ампутаціями. Гроші йдуть до Благодійного фонду «Громадянин»/Citizen Charity foundation, амбасадором якого він став. Своє досягнення присвятив доньці Вікторії, а на кожній дистанції — біг із прапором 808-ї Дністровської окремої бригади підтримки, у якій проходив службу.

## Нагороди
- Орден «За мужність» ІІІ ступеня[16]

## Фільмографія
У 2024 році відбувся показ документального фільму «Атлети війни» («Athletes of War»). Головний герой — Роман Кашпур, який втративши на війні ногу, стає на протез та пробігає марафон у Лондоні. На тлі цієї історії у фільмі розповідається про спортсменів, які загинули внаслідок російської агресї, про атлетів, які боронять Україну від росії на передовій та тих, хто продовжує тренуватися, щоб нести інформацію про Україну. Режисер — Габріель Верас, продюсер — Микола Понич.